# Acta Senatus
Gli Acta Senatus, o i Commentarii Senatus, erano dei verbali relativi alle discussioni ed alle decisioni del Senato romano. Durante il periodo repubblicano il magistrato che presiedeva le sedute del senato raccoglieva degli appunti (commentarii) sui lavori del senato stesso. Prima del primo consolato di Giulio Cesare (59 a.C.), i verbali dei lavori del Senato venivano scritti e pubblicati occasionalmente ed in modo non ufficiale. Cesare, desiderando strappare il velo di mistero che dava un'importanza irreale alle deliberazioni del Senato, ordinò che fossero registrate e pubblicate negli Acta Diurna. Alla fine della repubblica assumono quindi il carattere ufficiale di tabulae publicae. La loro raccolta fu continuata da Augusto, ma la pubblicazione fu vietata. Per redigere questi documenti veniva scelto un giovane senatore (ab actis senatus) e venivano conservati negli archivi imperiali e nelle biblioteche pubbliche. Per esaminarli era necessario un permesso speciale del prefetto della città.